# Temple réformé de Kálvin tér
Le Temple réformé de Kálvin tér (en hongrois : Kálvin téri református templom) est une église calviniste de Budapest, située dans le quartier de Ferencváros sur Kálvin tér.